# Museo de la Gran Cartuja

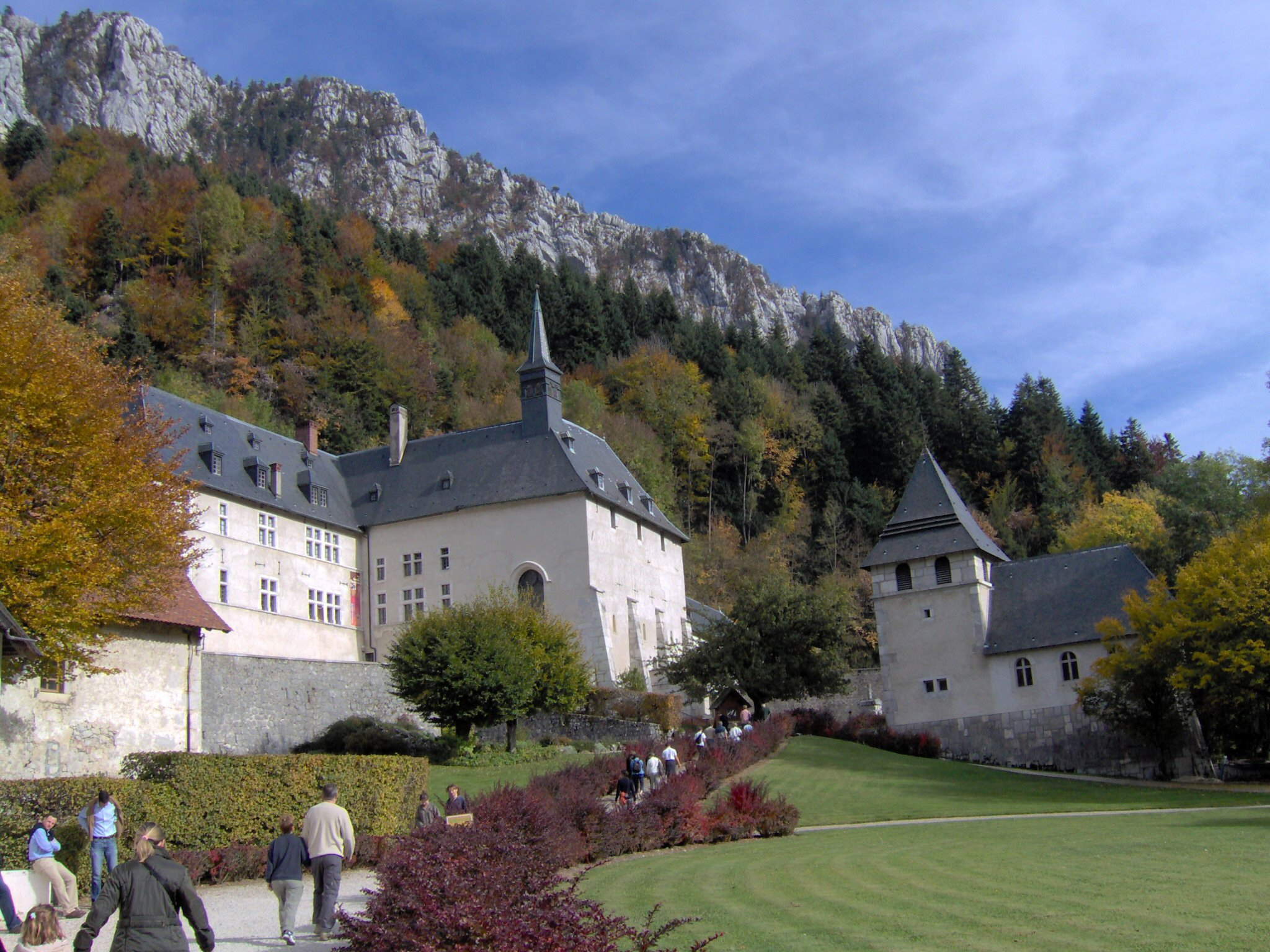
La Correrie de la Gran Cartuja.

Creado en 1957, el museo tiene como objetivo mostrar a los visitantes que es la Orden de los Cartujos, sus 900 años de historia y su forma de vida, así como el complejo monástico de la Gran Cartuja ("Grande Chartreuse") y su arquitectura. El museo se encuentra en el corazón del "desierto cartujano" y del parque natural Regional de Chartreuse, en un lugar llamado la Correrie. Consiste en un grupo de edificios monásticos de los siglos XVII-XIX, lo que era el monasterio bajo de la Gran Cartuja (el monasterio alto es de clausura). Estos antiguos edificios fueron destinados a residencia y taller de los hermanos cartujos (laicos). A lo largo del tiempo, en esos edificios, ha habido una imprenta y una enfermería para los Padres enfermos. Este sitio de Correrie, fue elegido para instalar el museo, porque es un lugar que mantiene alejados a los visitantes del monasterio de clausura, situado a unos 20 minutos a pie camino arriba.
El sello "Musée de France" (Museo de Francia) le ha sido concedido por el Ministerio de Cultura en reconocimiento del interés que suscita el museo y su calidad museográfica. El gerente del museo es Nicolas Diederichs.

## La antigua Correrie trasformada en Museo
En 1084, San Bruno llegó con seis compañeros a la Cartuja para vivir como ermitaños. Para no perturbar el silencio y la soledad necesarios para la vida contemplativa de los padres cartujos, los Hermanos son trasladados aquí, a la Correrie, la zona más baja del centro monástico.
La visita organizada en torno al claustro, dirigida por la arquitecta-museógrafa Catherine Bizouard, permite comprender mejor la vocación de los monjes y cómo se extiende por el tiempo. La apertura al público de nuevos espacios para visitar la colección cartujana, significa el renacimiento del Museo de la Grand Cartuja en su conjunto. Tras las últimas reformas de inicios de la década 2010, el nuevo museo se ajusta al interés de los padres cartujos de presentar una imagen actual de la vida de los monjes cartujos.

## Les cartes de Chartreuse
Desde el 1 de mayo de 2010, la museografía ha sido revisada en profundidad y ahora gira en torno a las "Cartes de Chartreuse". Durante el recorrido se pueden contemplar 79 murales, que representan a cartujas de todo el mundo. Es en el último cuarto del siglo XVII, cuando el monasterio se construyó tal como lo conocemos hoy. Entonces se hicieron la mayoría de estos murales y pinturas por encargo de Dom Innocent Le Masson, prior de la Gran Cartuja y Ministro general de la Orden (1675-1703).
Todos estos trabajos están en el inventario de monumentos históricos. Los setenta y nueve mapas que nos han llegado han sido (o son) el objeto de una restauración que revela su alto valor artístico e histórico y permiten iluminar al visitante sobre la arquitectura común y específica de todas las cartujas.

## Turismo adaptado
El museo está adaptado para personas con movilidad reducida desde la remodelación 2009-2012.

## Galería de imágenes

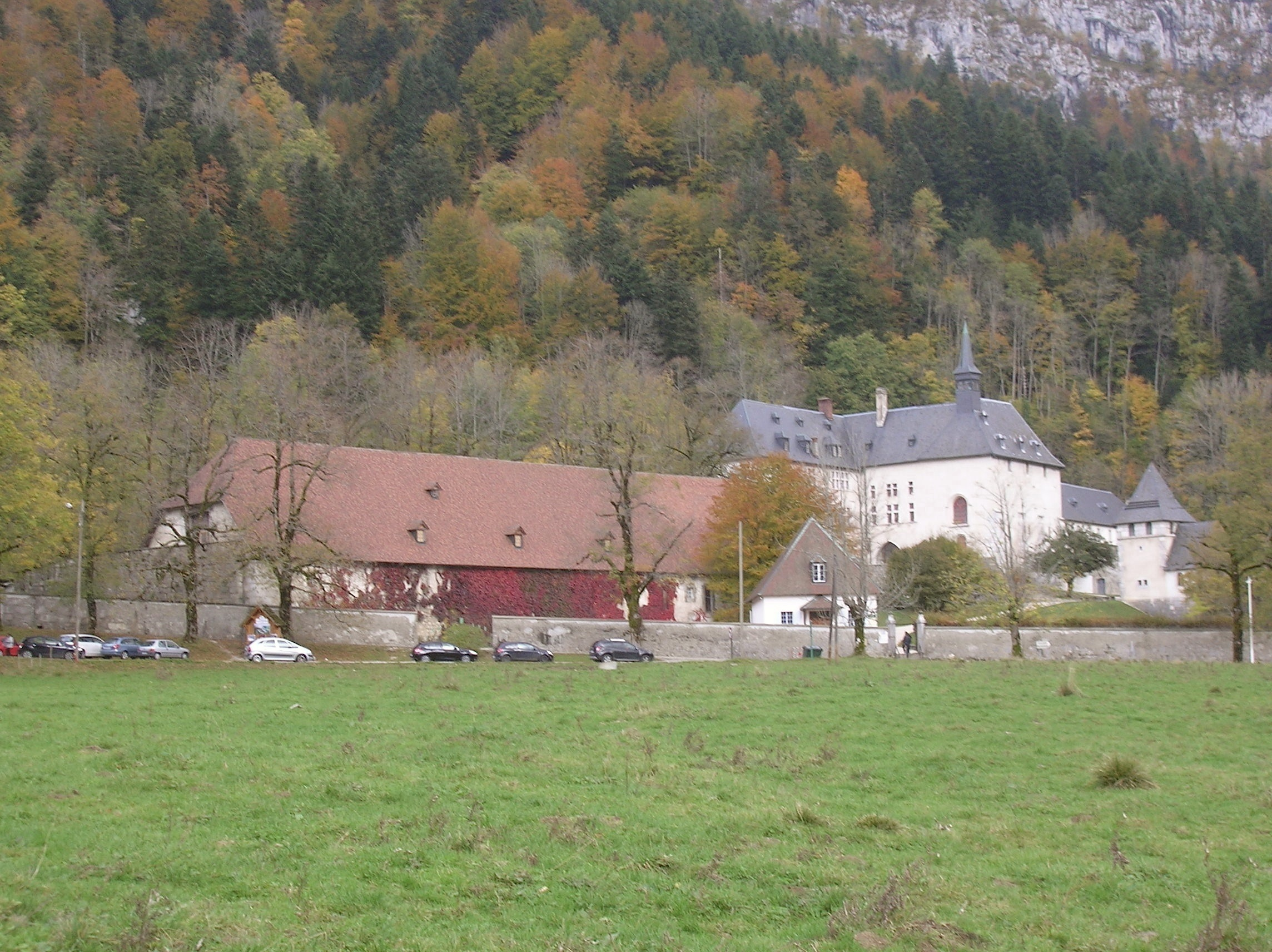
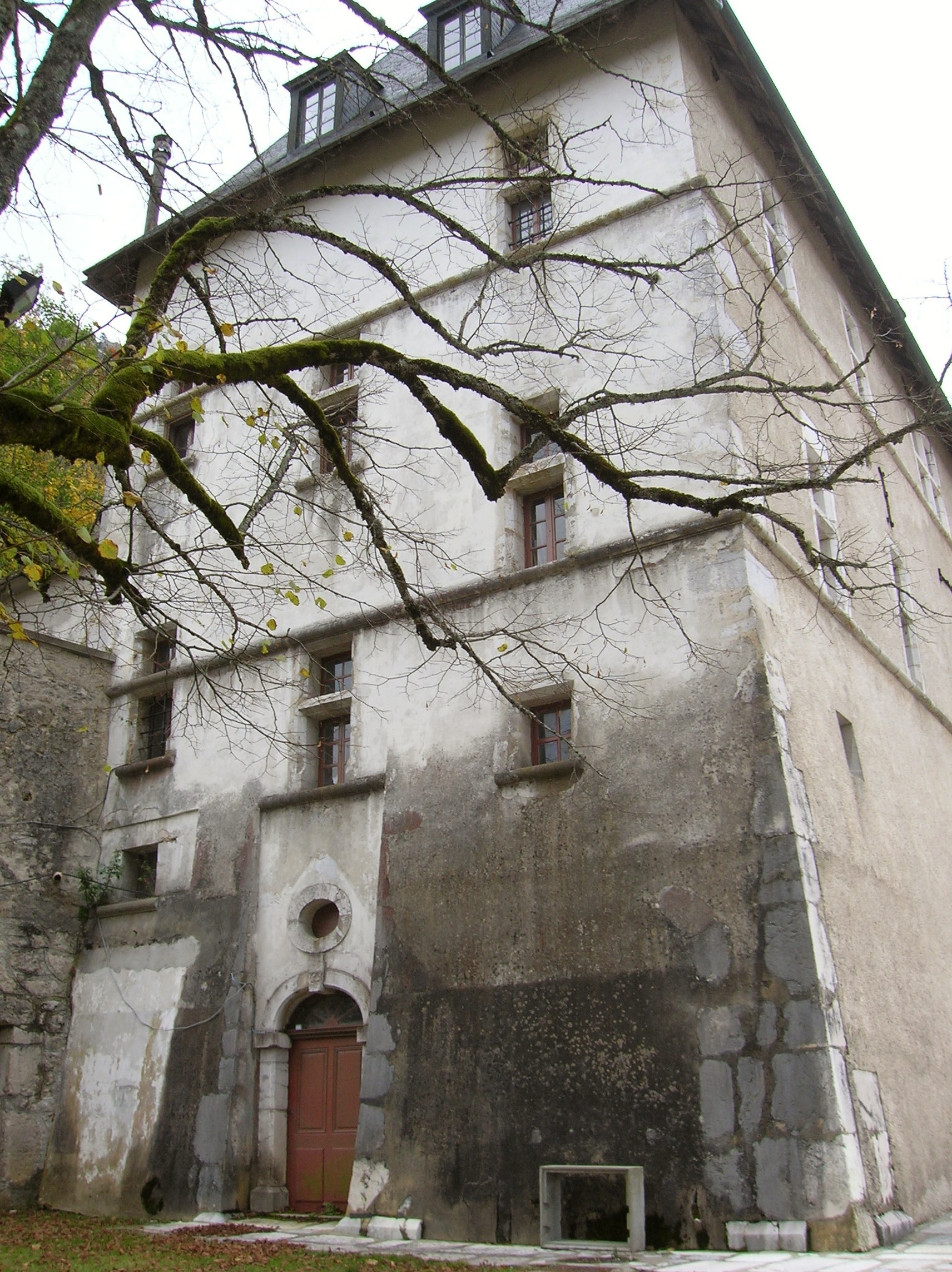
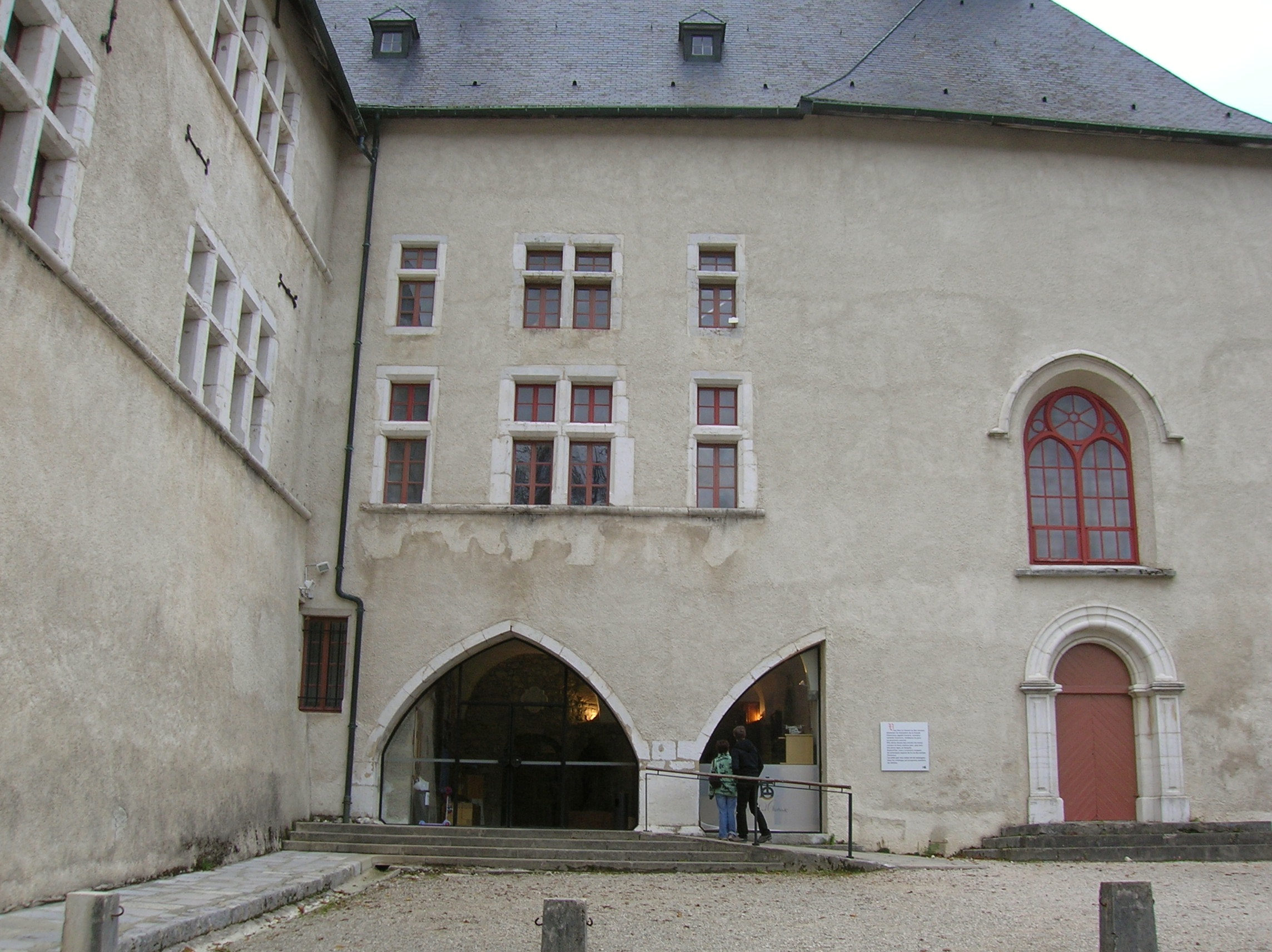
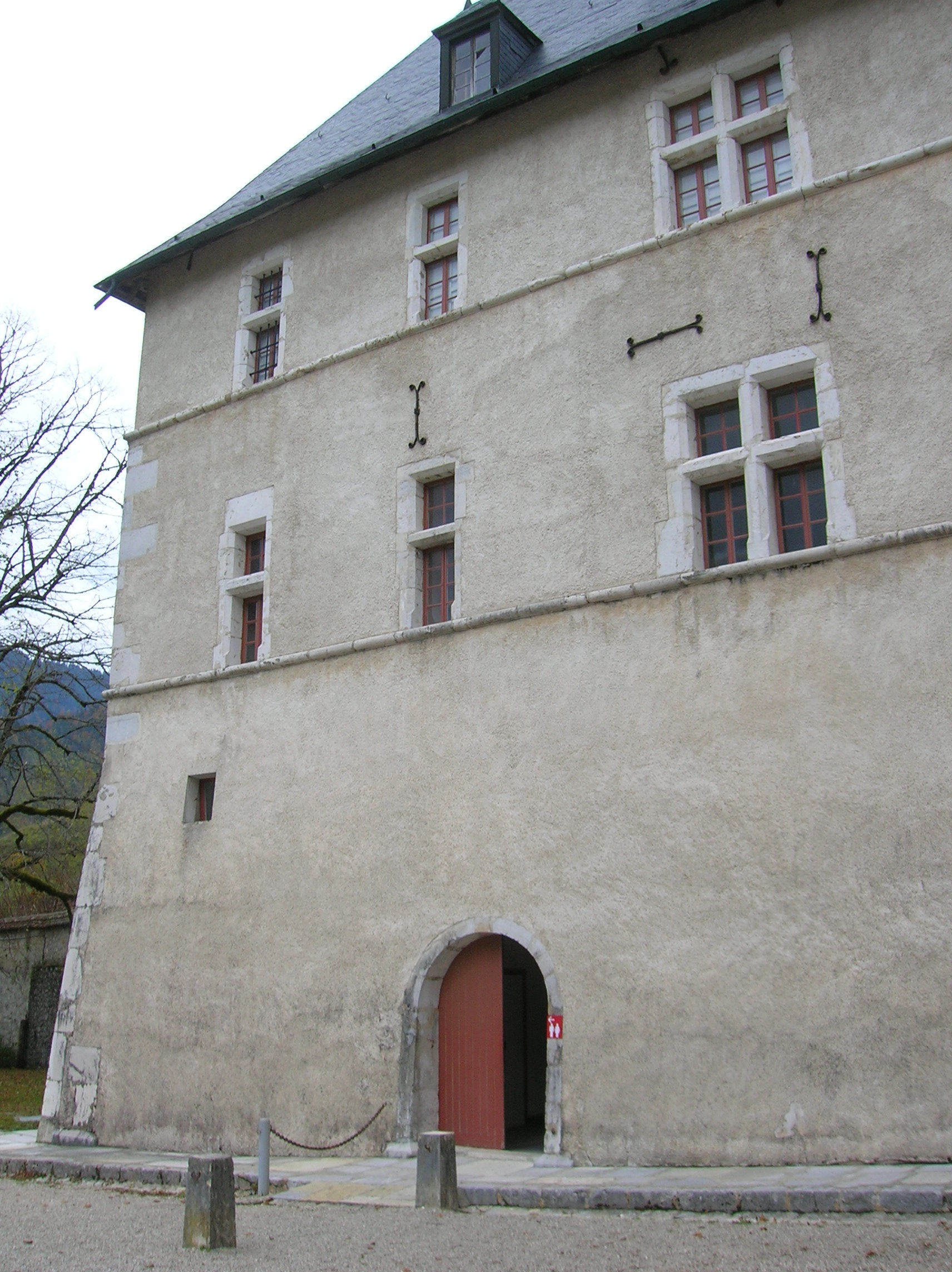
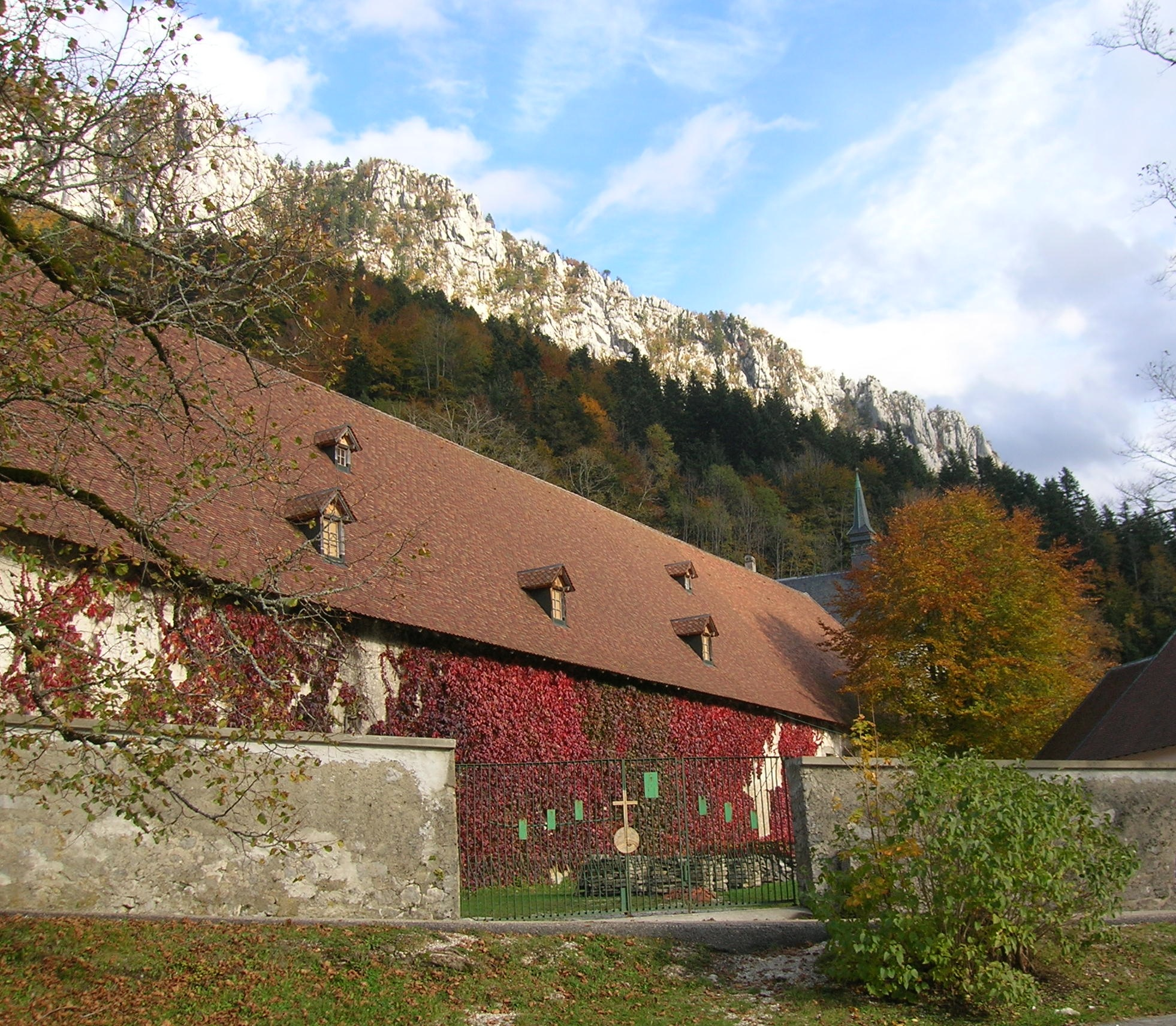